# (129188) Dangallagher
(129188) Dangallagher est un astéroïde de la ceinture principale.

## Description
(129188) Dangallagher est un astéroïde de la ceinture principale. Il fut découvert le 17 juin 2005 à Mont Lemmon par Mount Lemmon Survey. Il présente une orbite caractérisée par un demi-grand axe de 2,70 UA, une excentricité de 0,14 et une inclinaison de 12,7° par rapport à l'écliptique.
Il est nommé d'après un contributeur de la mission OSIRIS-REx dont l'objet est l'étude de l'astéroïde (101955) Bénou.